# Westslawische Sprachen

Länder, in denen mehrheitlich westslawische Sprachen gesprochen werden

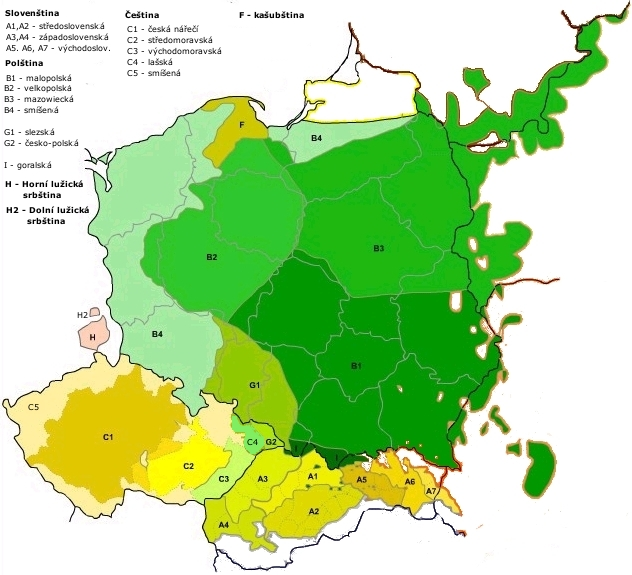
Westslawische Sprachen und ihre Dialekte

Die westslawischen Sprachen sind neben den süd- und ostslawischen Sprachen eine der drei Gruppen des Primärzweiges der slawischen Sprachen, die ihrerseits zur indogermanischen Sprachfamilie gehören. Sie werden von rund 56 Millionen Menschen in Mitteleuropa, vor allem in Polen, Tschechien, der Slowakei und der Lausitz gesprochen.
Zur westslawischen Sprachgruppe zählen:
- lechische Untergruppe
  - Polnisch
  - Elb- und Ostseeslawische Sprachen
    - Polabisch (Elbslawisch) †
    - Pomoranisch (Ostseeslawisch):
      - (West-)Pomoranisch (Ostseeslawisch) †
      - Kaschubisch-Slowinzisch (Ost-Pomoranisch):
        - Kaschubisch
        - Slowinzisch †
- sorbische Untergruppe
  - Niedersorbisch
  - Obersorbisch
- tschechisch-slowakische Untergruppe
  - Tschechisch
  - Knaanisch †
  - Slowakisch
  - teilweise: Batschka-Russinisch

Kennzeichen der westslawischen Sprachen gegenüber den ost- und südslawischen sind:
- Urslawisch *tj und *dj sind als c bzw. (d)z vertreten; 
 vgl. polnisch świeca, tschechisch svíce, slowakisch svieca, kaschubisch swiéca, ober- und niedersorbisch swěca < urslawisch *světja 'Licht, Kerze' 
 oder polnisch miedza, tschechisch meze, slowakisch medza, obersorbisch mjeza, niedersorbisch mjaza < urslawisch *medja 'Rain'.
- Urslawisch *or, *ol, *er, *el zwischen Konsonanten sind in der tschechisch-slowakischen Gruppe als ra, la, rě, lě und in den anderen westslawischen Sprachen als ro, lo, re, le vertreten (so genannte Liquidametathese); 
 vgl. polnisch, obersorbisch mróz, niedersorbisch mroz mit tschechisch mráz, slowakisch mráz < urslawisch *morzъ 'Frost' 
 oder polnisch mleko, tschechisch mléko, slowakisch mlieko < urslawisch *melko 'Milch'. Im Sorbischen tritt in diesen Gruppen zumeist ein Wandel e > o ein, deshalb obersorbisch mlóko (orthographisch mloko), niedersorbisch mloko.
- Die westslawischen Sprachen werden (anders als die ostslawischen und einige südslawische Sprachen) in lateinischer Schrift geschrieben.